# Кремпа (Люблінське воєводство)
Кремпа (пол. Krępa) — село в Польщі, у гміні Єзьожани Любартівського повіту Люблінського воєводства.
Населення — 407 осіб (2011).

## Демографія
Демографічна структура станом на 31 березня 2011 року:
|          | Загалом | Допрацездатний вік | Працездатний вік | Постпрацездатний вік |
| -------- | ------- | ------------------ | ---------------- | -------------------- |
| Чоловіки | 201     | 30                 | 136              | 35                   |
| Жінки    | 206     | 44                 | 92               | 70                   |
| Разом    | 407     | 74                 | 228              | 105                  |